# S/2009 S 1
S/2009 S 1 – mały księżyc Saturna, zaobserwowany na zdjęciach zrobionych przez sondę Cassini w 2009 roku, krążący w zewnętrznej części pierścienia B. Nie jest ciałem dostatecznie dużym, aby jego przyciąganie otworzyło przerwę w pierścieniu.
Został on zaobserwowany w czasie równonocy na Saturnie, kiedy Słońce znalazło się w płaszczyźnie pierścieni planety. Boczne oświetlenie sprawiło, że księżyc rzucał na pierścień cień o długości około 36 km. Na tej podstawie stwierdzono, że ciało wznosi się 150 m ponad płaszczyznę pierścienia.